# Real Club Celta de Vigo 2024-2025
Questa voce raccoglie le informazioni riguardanti il Real Club Celta de Vigo nelle competizioni ufficiali della stagione 2024-2025.

## Maglie e sponsor
| Casa | Trasferta | Terza divisa |

## Rosa
Rosa aggiornata al 16 novembre 2024 

In corsivo i calciatori ceduti durante la stagione
| N. |                        | Ruolo | Calciatore            |
| -- | ---------------------- | ----- | --------------------- |
| 1  | Spagna (bandiera)      | P     | Iván Villar           |
| 2  | Svezia (bandiera)      | D     | Carl Starfelt         |
| 3  | Spagna (bandiera)      | D     | Óscar Mingueza        |
| 5  | Spagna (bandiera)      | D     | Sergio Carreira       |
| 6  | Guinea (bandiera)      | C     | Ilaix Moriba          |
| 7  | Spagna (bandiera)      | A     | Borja Iglesias        |
| 8  | Spagna (bandiera)      | C     | Fran Beltrán          |
| 9  | Grecia (bandiera)      | A     | Tasos Douvikas        |
| 10 | Spagna (bandiera)      | A     | Iago Aspas (capitano) |
| 11 | Argentina (bandiera)   | C     | Franco Cervi          |
| 12 | Spagna (bandiera)      | A     | Alfon González        |
| 13 | Spagna (bandiera)      | P     | Vicente Guaita        |
| 14 | Spagna (bandiera)      | A     | Iker Losada           |
| 14 | Stati Uniti (bandiera) | C     | Luca de la Torre      |
| 15 | Ghana (bandiera)       | D     | Joseph Aidoo          |

| N. |                           | Ruolo | Calciatore       |
| -- | ------------------------- | ----- | ---------------- |
| 16 | Brasile (bandiera)        | C     | Jailson          |
| 17 | Costa d'Avorio (bandiera) | A     | Jonathan Bamba   |
| 18 | Spagna (bandiera)         | A     | Pablo Durán      |
| 19 | Svezia (bandiera)         | C     | Williot Swedberg |
| 20 | Spagna (bandiera)         | D     | Marcos Alonso    |
| 21 | Serbia (bandiera)         | D     | Mihailo Ristić   |
| 22 | Spagna (bandiera)         | D     | Javier Manquillo |
| 23 | Argentina (bandiera)      | A     | Tadeo Allende    |
| 24 | Spagna (bandiera)         | D     | Carlos Domínguez |
| 25 | Spagna (bandiera)         | C     | Damián Rodríguez |
| 28 | Spagna (bandiera)         | C     | Fer López        |
| 29 | Spagna (bandiera)         | D     | Yoel Lago        |
| 30 | Spagna (bandiera)         | C     | Hugo Álvarez     |
| 32 | Spagna (bandiera)         | D     | Javi Rodríguez   |
| 33 | Spagna (bandiera)         | C     | Hugo Sotelo      |

## Calciomercato

### Sessione estiva
| Acquisti         | Acquisti         | Acquisti         | Acquisti         |
| R.               | Nome             | da               | Modalità         |
| Altre operazioni | Altre operazioni | Altre operazioni | Altre operazioni |
| R.               | Nome             | da               | Modalità         |
| ---------------- | ---------------- | ---------------- | ---------------- |

| Cessioni         | Cessioni         | Cessioni         | Cessioni         |
| R.               | Nome             | a                | Modalità         |
| Altre operazioni | Altre operazioni | Altre operazioni | Altre operazioni |
| R.               | Nome             | a                | Modalità         |
| ---------------- | ---------------- | ---------------- | ---------------- |

### Sessione invernale
| Acquisti         | Acquisti         | Acquisti         | Acquisti         |
| R.               | Nome             | da               | Modalità         |
| Altre operazioni | Altre operazioni | Altre operazioni | Altre operazioni |
| R.               | Nome             | da               | Modalità         |
| ---------------- | ---------------- | ---------------- | ---------------- |

| Cessioni         | Cessioni         | Cessioni         | Cessioni         |
| R.               | Nome             | a                | Modalità         |
| Altre operazioni | Altre operazioni | Altre operazioni | Altre operazioni |
| R.               | Nome             | a                | Modalità         |
| ---------------- | ---------------- | ---------------- | ---------------- |

## Risultati

### Primera División

#### Girone di andata
| Arbitro: | Quintero González |

|                             |           |                 |
| Swedberg 66’ Iago Aspas 84’ | Marcatori | 17’ Kike García |

| Arbitro: | Munuera Montero |

|                                         |           |              |
| Mingueza 23’ Iago Aspas 28’ Beltrán 60’ | Marcatori | 14’ D. López |

| Arbitro: | Ortiz Arias |

|                                                        |           |                                              |
| Cardona 26’ Barry 60’ Jailson 64’ (aut.) Parejo 90+10’ | Marcatori | 12’ Borja Iglesias 31’ Mingueza 80’ Starfelt |

| Arbitro: | Martínez Munuera |

|                                                 |           |                                           |
| Boyomo 21’ C. Domínguez 45’ (aut.) Bretones 62’ | Marcatori | 29’ Borja Iglesias 90+1’ (aut.) Moi Gómez |

| Arbitro: | Hernández Maeso |

|                                                  |           |          |
| H. Álvarez 22’ Borja Iglesias 35’ Douvikas 90+1’ | Marcatori | 50’ Moro |

| Arbitro: | Sánchez Martínez |

|                               |           |                       |
| Guruzeta 4’, 39’ A. Djaló 80’ | Marcatori | 25’ (rig.) Iago Aspas |

| Arbitro: | García Verdura |

|  |           |                |
|  | Marcatori | 90’ J. Álvarez |

| Arbitro: | De Burgos Bengoetxea |

|                |           |             |
| Iago Aspas 81’ | Marcatori | 38’ Herrera |

| Arbitro: | Cordero Vega |

|  |           |                    |
|  | Marcatori | 28’ Borja Iglesias |

| Arbitro: | Hernández Hernández |

|              |           |                         |
| Swedberg 51’ | Marcatori | 20’ Mbappé 66’ Vinícius |

| Arbitro: | Melero López |

|                                               |           |  |
| Diego García 59’ Brašanac 78’ S. González 82’ | Marcatori |  |

| Arbitro: | Gil Manzano |

|             |           |  |
| Douvikas 7’ | Marcatori |  |

| Arbitro: | Ortiz Arias |

|                              |           |                            |
| Vitor Roque 40’ Bartra 90+5’ | Marcatori | 13’ Rodríguez 82’ Douvikas |

| Arbitro: | Soto Grado |

|                          |           |                              |
| Alfon 84’ H. Álvarez 86’ | Marcatori | 15’ Raphinha 61’ Lewandowski |

| Arbitro: | Sánchez Martínez |

|                                      |           |                       |
| Cardona 40’ Cabrera 53’ Cheddira 87’ | Marcatori | 83’ (rig.) Iago Aspas |

| Arbitro: | De Burgos Bengoetxea |

|                               |           |  |
| H. Álvarez 32’ Iago Aspas 82’ | Marcatori |  |

| Arbitro: | Gil Manzano |

|           |           |  |
| Bueno 65’ | Marcatori |  |

| Arbitro: | Busquets Ferrer |

|                  |           |  |
| Durán 40’, 45+1’ | Marcatori |  |

| Arbitro: | Cuadra Fernández |

|                          |           |                    |
| Embarba 5’ De Frutos 63’ | Marcatori | 26’ Borja Iglesias |

#### Girone di ritorno
| Arbitro: | Ortiz Arias |

|                |           |                          |
| H. Álvarez 74’ | Marcatori | 62’ Berenguer 71’ Vivian |

| Arbitro: | Hernández Maeso |

|                       |           |              |
| Kike García 6’ (rig.) | Marcatori | 66’ P. Durán |

| Arbitro: | González Fuertes |

|                      |           |              |
| Rioja 44’ Guerra 68’ | Marcatori | 65’ P. Durán |

| Arbitro: | Busquets Ferrer |

|                                              |           |                            |
| F. Beltrán 63’ J. Rodríguez 65’ Swedberg 87’ | Marcatori | 10’ Antony 22’ D. Llorente |

| Arbitro: | Martínez Munuera |

|             |           |                       |
| Sørloth 80’ | Marcatori | 68’ (rig.) Iago Aspas |

| Arbitro: | Sánchez Martínez |

|                       |           |  |
| Iago Aspas 69’ (rig.) | Marcatori |  |

| Arbitro: | Ortiz Arias |

|                              |           |                                 |
| Tsygankov 21’ Y. Herrera 68’ | Marcatori | 36’ Losada 51’ (rig.) M. Alonso |

| Arbitro: | De Mera Escuderos |

|                          |           |            |
| Mingueza 26’ Alfon 45+1’ | Marcatori | 19’ Rosier |

| Arbitro: | García Verdura |

|  |           |                      |
|  | Marcatori | 83’ (rig.) M. Alonso |

| Arbitro: | Martínez Munuera |

|             |           |             |
| Alfon 45+2’ | Marcatori | 48’ Moleiro |

| Arbitro: | De Burgos Bengoetxea |

|             |           |                         |
| Valjent 17’ | Marcatori | 53’ Alfon 72’ Fer López |

| Arbitro: | Busquets Ferrer |

|  |           |                         |
|  | Marcatori | 28’, 63’ Fernández Jaén |

| Arbitro: | Melero López |

|                                                |           |                              |
| Torres 12’ Olmo 64’ Raphinha 68’, 90+8’ (rig.) | Marcatori | 15’, 52’, 62’ Borja Iglesias |

| Arbitro: | Alberola Rojas |

|                                                        |           |  |
| Fer López 45’ Borja Iglesias 53’ Iago Aspas 87’ (rig.) | Marcatori |  |

| Arbitro: | Gil Manzano |

|                           |           |                                 |
| Güler 33’ Mbappé 39’, 48’ | Marcatori | 69’ Javi Rodríguez 76’ Swedberg |

| Arbitro: | González Fuertes |

|                                              |           |                                    |
| Moriba 19’ Mingueza 65’ Borja Iglesias 90+1’ | Marcatori | 45+8’ (rig.) Gudelj 90+8’ K. Salas |

| Arbitro: | García Verdura |

|  |           |           |
|  | Marcatori | 44’ Alfon |

| Arbitro: | Pulido Santana |

|                      |           |                             |
| M. Alonso 10’ (rig.) | Marcatori | 17’ Palazón 45+2’ De Frutos |

| Arbitro: | Martínez Munuera |

|                   |           |                                   |
| Borja Mayoral 11’ | Marcatori | 25’ Borja Iglesias 80’ Iago Aspas |

### Copa del Rey
| Arbitro: | Pulido Santana |

|                |           |                                                  |
| K. Carmona 15’ | Marcatori | 4’ Alfon 18’ Durán 41’ Allende 61’, 83’ Douvikas |

| Arbitro: | Cordero Vega |

|  |           |                                                                                        |
|  | Marcatori | 5’ Swedberg 36’ (rig.) Sotelo 43’ Durán 65’ Allende 69’ C. Domínguez 78’, 89’ F. López |

| Arbitro: | González Fuertes |

|                                      |           |                                       |
| A. Martín 8’ J. Rodríguez 70’ (aut.) | Marcatori | 20’, 90+2’ Alfon 86’ (aut.) J. Castro |

| Arbitro: | Munuera Montero |

|                                                          |           |                                  |
| Mbappé 37’ Vinícius 48’ Endrick 108’, 119’ Valverde 112’ | Marcatori | 83’ Bamba 90+1’ (rig.) M. Alonso |

## Statistiche finali

### Statistiche di squadra
| Competizione | Punti | In casa | In casa | In casa | In casa | In casa | In casa | In trasferta | In trasferta | In trasferta | In trasferta | In trasferta | In trasferta | Totale | Totale | Totale | Totale | Totale | Totale | DR  |
| Competizione | Punti | G       | V       | N       | P       | Gf      | Gs      | G            | V            | N            | P            | Gf           | Gs           | G      | V      | N      | P      | Gf     | Gs     | DR  |
| ------------ | ----- | ------- | ------- | ------- | ------- | ------- | ------- | ------------ | ------------ | ------------ | ------------ | ------------ | ------------ | ------ | ------ | ------ | ------ | ------ | ------ | --- |
| Liga         | 55    | 19      | 11      | 3       | 5       | 32      | 21      | 19           | 5            | 4            | 10           | 27           | 36           | 38     | 16     | 7      | 15     | 59     | 57     | +2  |
| Coppa del Re | -     | -       | -       | -       | -       | -       | -       | 4            | 3            | 0            | 1            | 17           | 8            | 4      | 3      | 0      | 1      | 17     | 8      | +9  |
| Totale       | -     | 19      | 11      | 3       | 5       | 32      | 21      | 23           | 8            | 4            | 11           | 44           | 44           | 42     | 19     | 7      | 16     | 76     | 65     | +11 |

### Andamento in campionato
| Giornata  | 1 | 2 | 3 | 4 | 5 | 6 | 7  | 8  | 9 | 10 | 11 | 12 | 13 | 14 | 15 | 16 | 17 | 18 | 19 | 20 | 21 | 22 | 23 | 24 | 25 | 26 | 27 | 28 | 29 | 30 | 31 | 32 | 33 | 34 | 35 | 36 | 37 | 38 |
| --------- | - | - | - | - | - | - | -- | -- | - | -- | -- | -- | -- | -- | -- | -- | -- | -- | -- | -- | -- | -- | -- | -- | -- | -- | -- | -- | -- | -- | -- | -- | -- | -- | -- | -- | -- | -- |
| Luogo     | C | C | T | T | C | T | C  | C  | T | C  | T  | C  | T  | C  | T  | C  | T  | C  | T  | C  | T  | T  | C  | T  | C  | T  | C  | T  | C  | T  | C  | T  | C  | T  | C  | T  | C  | T  |
| Risultato | V | V | P | P | V | P | P  | N  | V | P  | P  | V  | N  | N  | P  | V  | P  | V  | P  | P  | N  | P  | V  | N  | V  | N  | V  | V  | N  | V  | P  | P  | V  | P  | V  | V  | P  | V  |
| Posizione | 2 | 1 | 3 | 8 | 5 | 8 | 10 | 10 | 9 | 10 | 11 | 10 | 11 | 11 | 12 | 10 | 13 | 11 | 12 | 13 | 13 | 13 | 12 | 14 | 10 | 10 | 9  | 8  | 8  | 7  | 7  | 8  | 7  | 7  | 7  | 7  | 7  | 7  |

Legenda:

Luogo: C = Casa; T = Trasferta. Risultato: V = Vittoria; N = Pareggio; P = Sconfitta.

### Statistiche dei giocatori
Sono in corsivo i calciatori che hanno lasciato la società a stagione in corso 
 